# Vigantice
Vigantice (německy Wigantitz) je obec, která se nachází 4 km jihovýchodně od Rožnova pod Radhoštěm v okrese Vsetín ve Zlínském kraji. Leží v nadmořské výšce 482 m a žije zde přibližně 1 100 obyvatel. Ves se rozkládá podél potoka Hážovky, do něhož se zleva vlévá potok Studený, který je zároveň hranicí mezi Viganticemi a Hážovicemi, a potok Měřístek.

## Název
Jméno vesnice bylo odvozeno od osobního jména Vigant německého původu. Výchozí tvar Vigantici byl pojmenováním pro obyvatele vsi a znamenal "Vigantovi lidé".

## Historie
První písemná zmínka o obci je z roku 1411. Pošta je zde od roku 1908.
|                | 1869 | 1880 | 1890 | 1900 | 1910 | 1921 | 1930 | 1950 | 1961 | 1970 | 1980 | 1991 | 2001 | 2011 |
| -------------- | ---- | ---- | ---- | ---- | ---- | ---- | ---- | ---- | ---- | ---- | ---- | ---- | ---- | ---- |
| Počet obyvatel | 669  | 692  | 686  | 709  | 698  | 654  | 749  | 640  | 775  | 834  | 826  | 859  | 874  | 931  |
| Počet domů     | 104  | 113  | 111  | 110  | 110  | 111  | 127  | 148  | 166  | 192  | 197  | 237  | 256  | 296  |

## Spolky a sdružení
Působí zde Sbor dobrovolných hasičů Vigantice, fotbalový klub FK Vigantice a Myslivecké sdružení Rysová.

## Pamětihodnosti
- Kostel Proměnění Páně

## Galerie

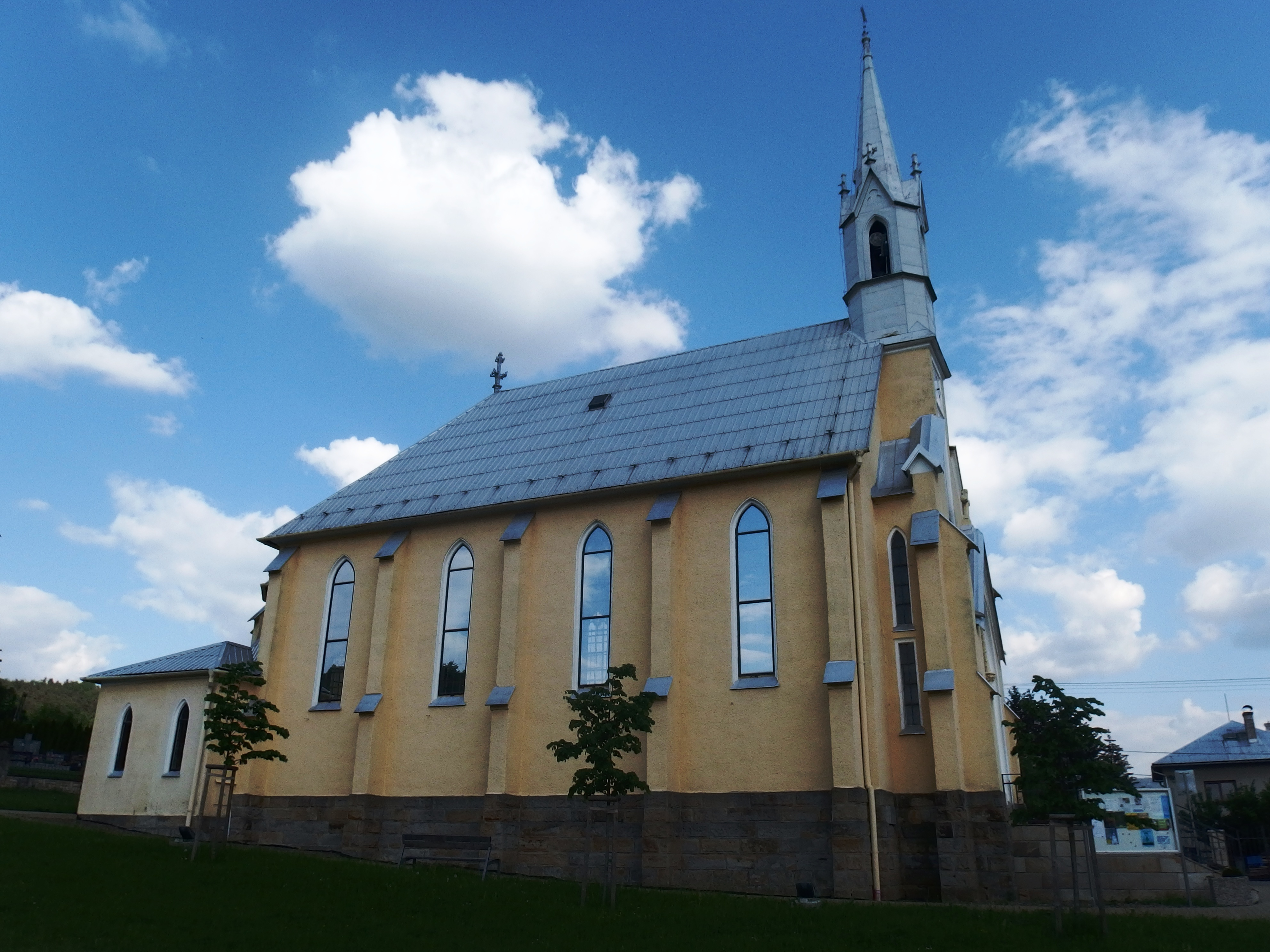
Kostel Proměnění Páně
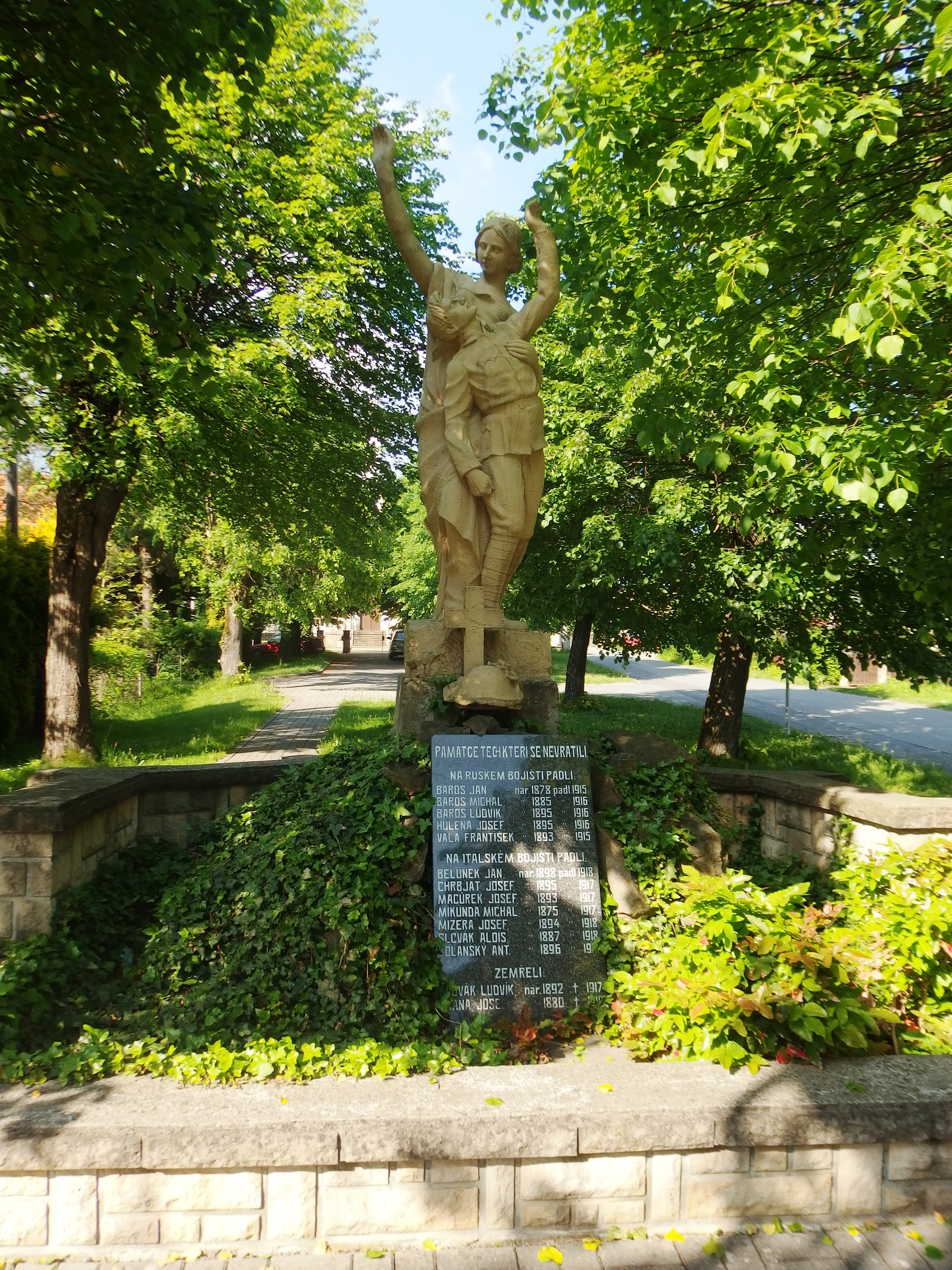
Pomník padlým v I. sv. válce
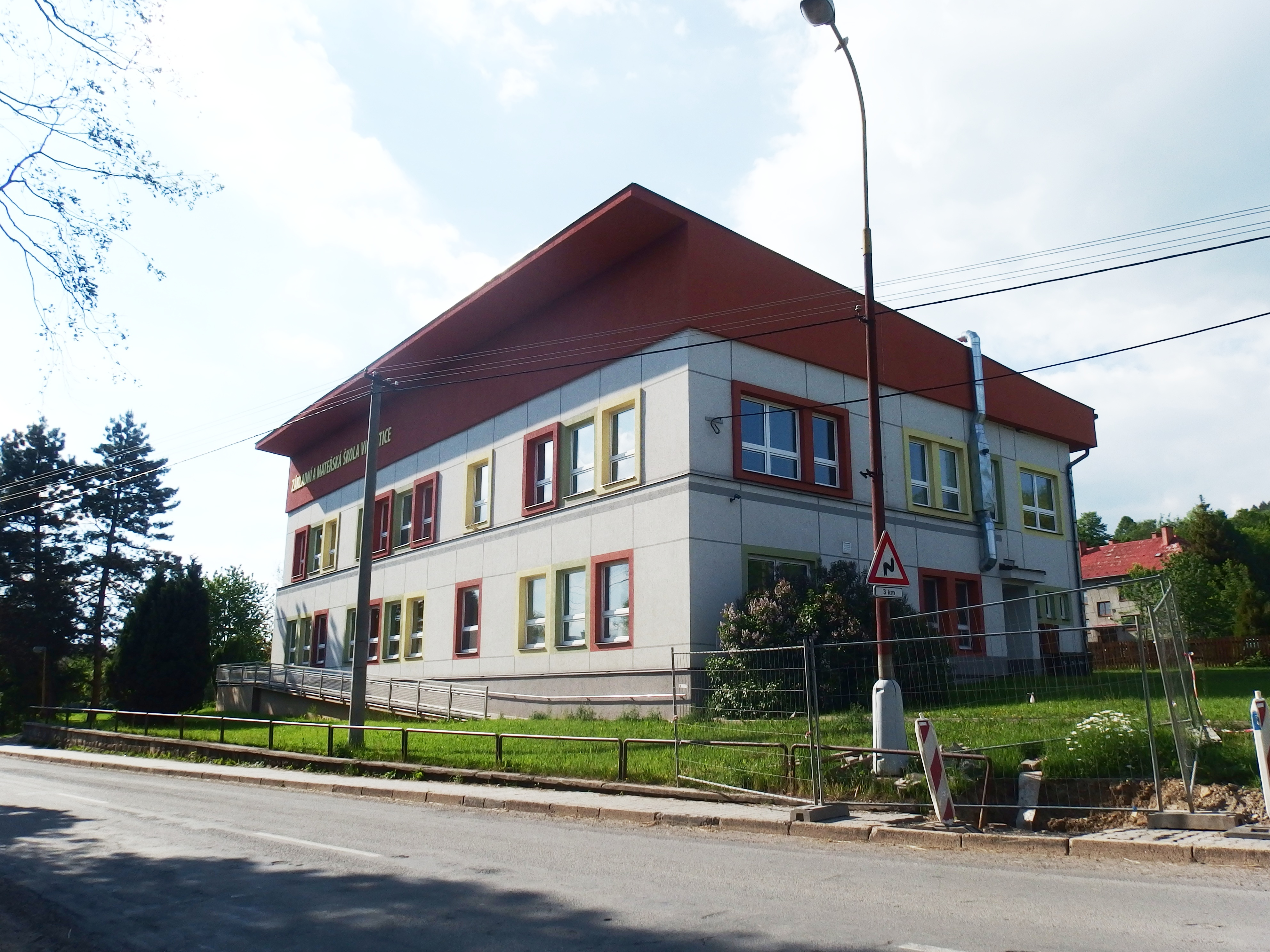
Základní škola
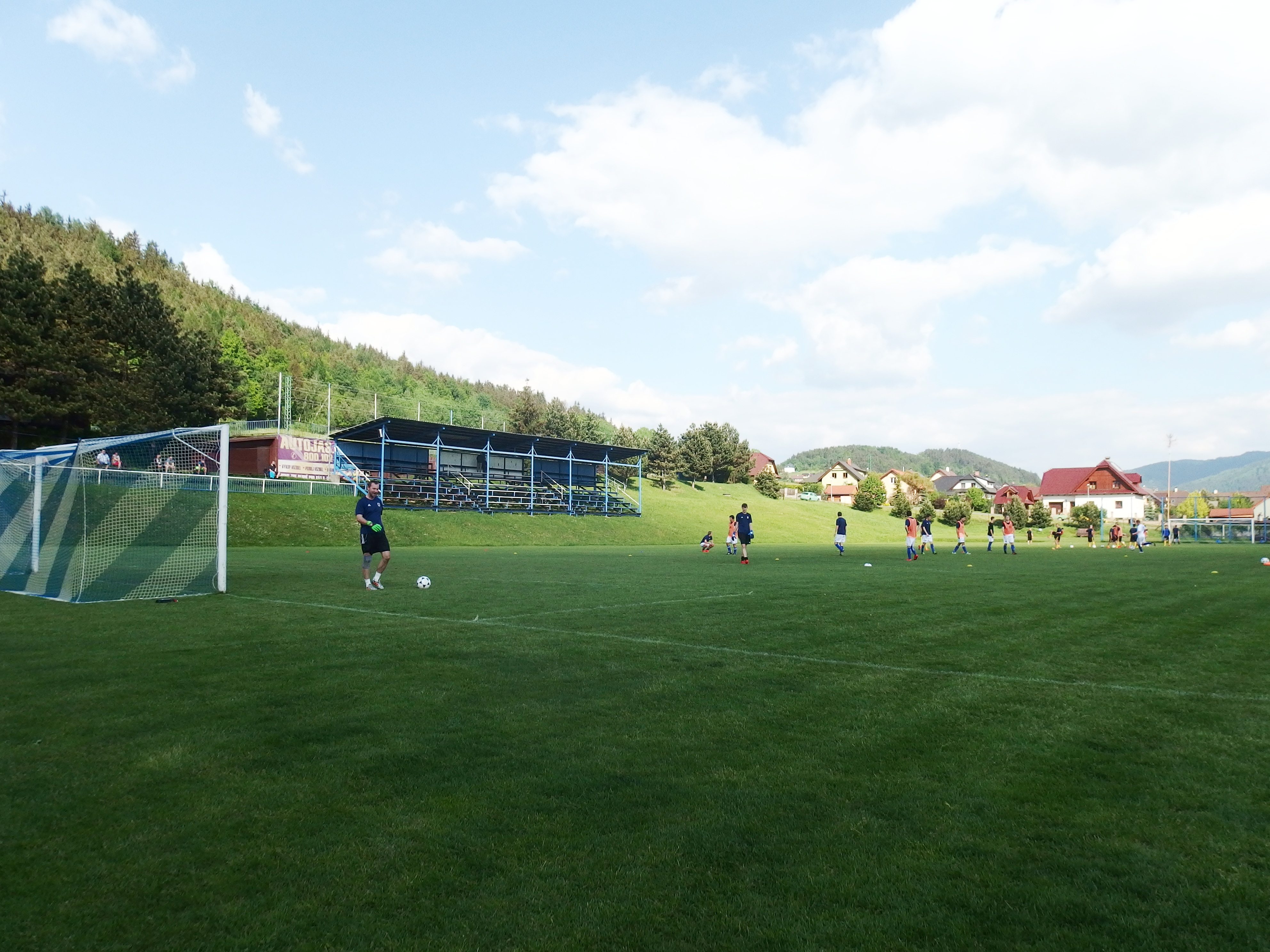
Fotbalové hřiště, na kterém vyrůstal Milan Baroš

## Osobnosti spojené s obcí Vigantice
- Jan Baroš – redaktor Baťových batanagarských novin a Baťův indický PR manažer
- Milan Baroš – fotbalista, narozen ve Viganticích, kde začal svou fotbalovou kariéru v místním klubu TJ Modrá hvězda Vigantice
- Radim Kučera – fotbalista, narozen ve Viganticích, kde začal svou fotbalovou kariéru v místním klubu TJ Modrá hvězda Vigantice
- René Bolf – fotbalista, narozen v blízkém Rožnově pod Radhoštěm. Ve Viganticích v současné době[kdy?] žije se svou rodinou.
- Roman Šimíček – hokejista HC Vítkovice, vlastnil ve Viganticích s manželkou ranč s koňmi